# Saint-Martin-de-Bienfaite-la-Cressonnière
Pour les articles homonymes, voir Saint-Martin.
Saint-Martin-de-Bienfaite-la-Cressonnière est une commune française, située dans le département du Calvados en région Normandie, peuplée de 530 habitants.

## Géographie
La commune est au cœur du pays d'Auge. Le bourg de Saint-Martin-de-Bienfaite est à 4,5 km au nord-ouest d'Orbec et à 16 km au sud-est de Lisieux.
Le point culminant (189 / 190 m) se situe en limite sud, près des lieux-dits les Vallées et Bruyères des Rocs. Le point le plus bas (80 / 82 m) correspond à la sortie de l'Orbiquet du territoire, au nord-ouest. La commune est bocagère et forestière.
| La Chapelle-Yvon, Tordouet | La Chapelle-Yvon                          | Saint-Germain-la-Campagne (Eure) |
| Tordouet, Cernay           | Saint-Martin-de-Bienfaite-la-Cressonnière | Orbec                            |
| Cernay                     | Cerqueux, Orbec                           | Orbec                            |

### Hydrographie
La commune est située dans le bassin Seine-Normandie. Elle est drainée par l'Orbiquet, le ruisseau des Terres Noires, le ruisseau de la Vallée Verrier, des bras de l'Orbiquet, le fossé 01 de la Source, le ruisseau de Morand et divers autres petits cours d'eau,.
L'Orbiquet, d'une longueur de 30 km, prend sa source dans la commune de La Folletière-Abenon et se jette  dans la Touques à Lisieux, après avoir traversé onze communes. 

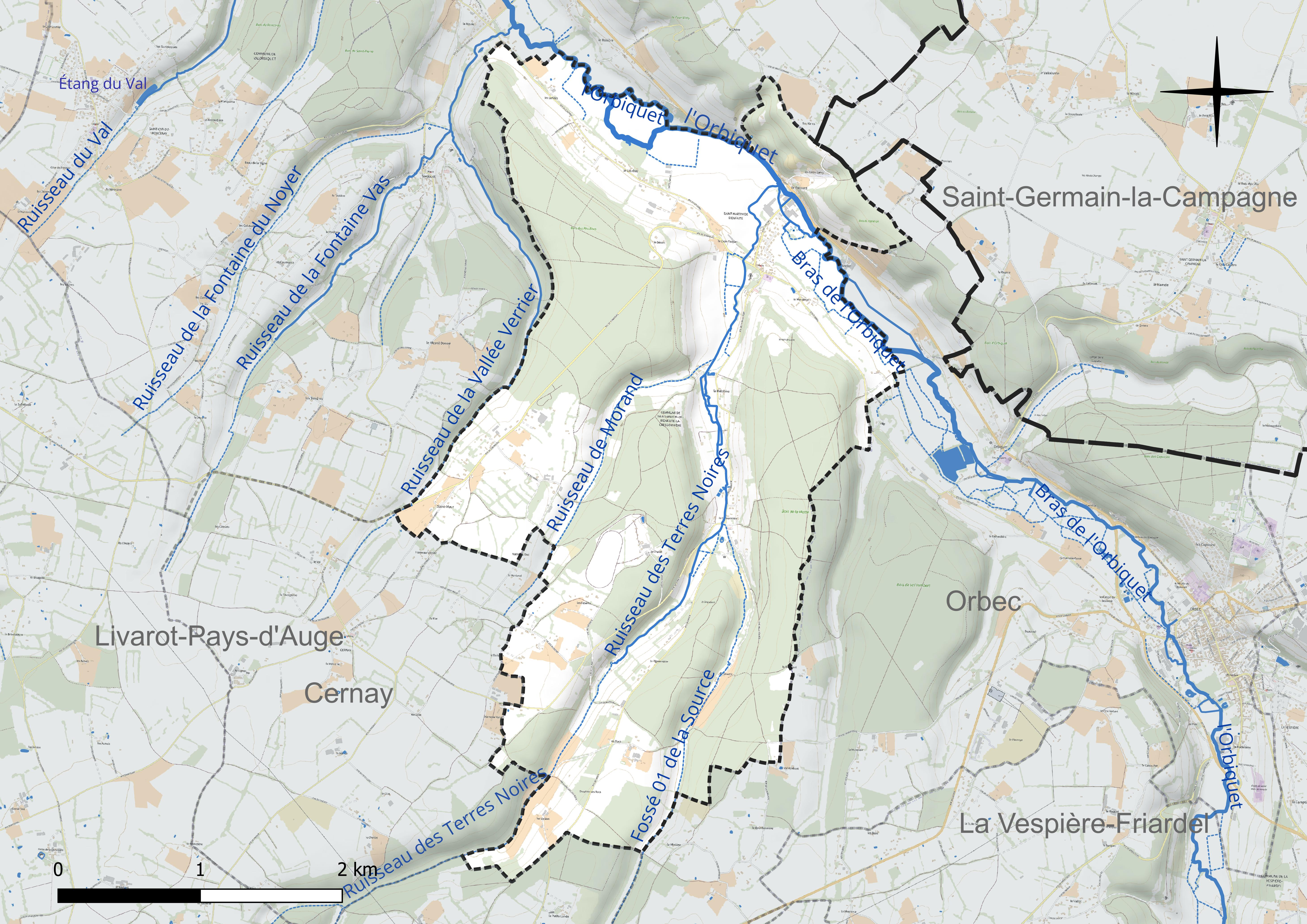
Réseau hydrographique de Saint-Martin-de-Bienfaite-la-Cressonnière.

### Climat
Pour des articles plus généraux, voir Climat de la Normandie et Climat du Calvados.
En 2010, le climat de la commune est de type climat océanique dégradé des plaines du Centre et du Nord, selon une étude du CNRS s'appuyant sur une série de données couvrant la période 1971-2000. En 2020, Météo-France publie une typologie des climats de la France métropolitaine dans laquelle la commune est exposée à un climat océanique et est dans une zone de transition entre les régions climatiques « Côtes de la Manche orientale » et « Normandie (Cotentin, Orne) ». Parallèlement le GIEC normand, un groupe régional d'experts sur le climat, différencie quant à lui, dans une étude de 2020, trois grands types de climats pour la région Normandie, nuancés à une échelle plus fine par les facteurs géographiques locaux. La commune est, selon ce zonage, exposée à un « climat contrasté des collines », correspondant au pays d'Auge, Lieuvin et Roumois, moins directement soumis aux flux océaniques et connaissant toutefois des précipitations assez marquées en raison des reliefs collinaires qui favorisent leur formation.
Pour la période 1971-2000, la température annuelle moyenne est de 10,6 °C, avec une amplitude thermique annuelle de 13,6 °C. Le cumul annuel moyen de précipitations est de 806 mm, avec 12,8 jours de précipitations en janvier et 8,2 jours en juillet. Pour la période 1991-2020, la température moyenne annuelle observée sur la station météorologique la plus proche, située sur la commune de Lisieux à 15 km à vol d'oiseau, est de 11,7 °C et le cumul annuel moyen de précipitations est de 881,4 mm,. Pour l'avenir, les paramètres climatiques de la commune estimés pour 2050 selon différents scénarios d'émission de gaz à effet de serre sont consultables sur un site dédié publié par Météo-France en novembre 2022.

## Urbanisme

### Typologie
Au 1er janvier 2024, Saint-Martin-de-Bienfaite-la-Cressonnière est catégorisée commune rurale à habitat dispersé, selon la nouvelle grille communale de densité à 7 niveaux définie par l'Insee en 2022. Elle est située hors unité urbaine. Par ailleurs la commune fait partie de l'aire d'attraction de Lisieux, dont elle est une commune de la couronne,. Cette aire, qui regroupe 57 communes, est catégorisée dans les aires de 50 000 à moins de 200 000 habitants,.

### Occupation des sols
L'occupation des sols de la commune, telle qu'elle ressort de la base de données européenne d'occupation biophysique des sols Corine Land Cover (CLC), est marquée par l'importance des territoires agricoles (51,8 % en 2018), une proportion sensiblement équivalente à celle de 1990 (51,6 %). La répartition détaillée en 2018 est la suivante : forêts (46,2 %), prairies (42,1 %), terres arables (9,7 %), zones urbanisées (2 %). L'évolution de l'occupation des sols de la commune et de ses infrastructures peut être observée sur les différentes représentations cartographiques du territoire : la carte de Cassini (XVIIIe siècle), la carte d'état-major (1820-1866) et les cartes ou photos aériennes de l'IGN pour la période actuelle (1950 à aujourd'hui).

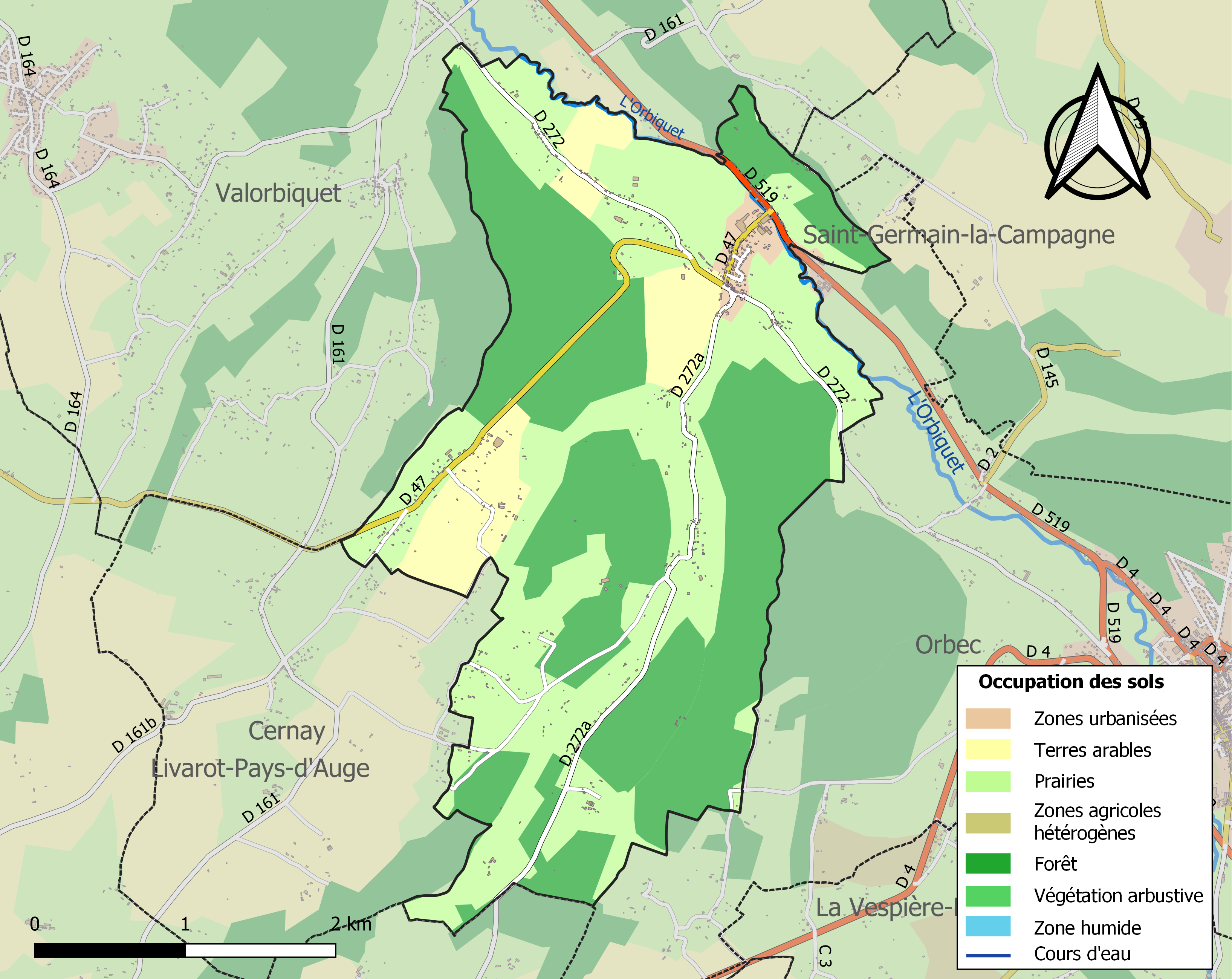
Carte des infrastructures et de l'occupation des sols de la commune en 2018 (CLC).

## Toponymie
Les toponymes sont attestés sous les formes Benefatta en 1300 pour le premier village, Cressoneria en 1184 pour le second.
La paroisse de Saint-Martin-de-Bienfaite était dédiée à Martin de Tours, évêque de Tours au IVe siècle. Selon René Lepelley, Bienfaite qualifierait l'agglomération.
Le gentilé est  Bienfaitois.
Quant à La Cressonnière, son toponyme est issu de l'ancien français qui avait son sens actuel, « endroit où pousse le cresson », lieu humide donc.

## Histoire
En 1972, Saint-Martin-de-Bienfaite (445 habitants en 1968) absorbe La Cressonnière (69 habitants),, au sud de son territoire, qui garde alors le statut de commune associée. La fusion devient totale le 12 décembre 2011.

## Politique et administration
| Période                                  | Période   | Identité             | Étiquette | Qualité    |
| ---------------------------------------- | --------- | -------------------- | --------- | ---------- |
| 1989                                     | mars 2008 | Étienne Tiennot      | SE        | Charcutier |
| mars 2008                                | En cours  | Christian de Meneval | SE        | Retraité   |
| Les données manquantes sont à compléter. |           |                      |           |            |

Le conseil municipal est composé de quinze membres dont le maire et un adjoint.

## Démographie
L'évolution du nombre d'habitants est connue à travers les recensements de la population effectués dans la commune depuis 1793. Pour les communes de moins de 10 000 habitants, une enquête de recensement portant sur toute la population est réalisée tous les cinq ans, les populations de référence des années intermédiaires étant quant à elles estimées par interpolation ou extrapolation. Pour la commune, le premier recensement exhaustif entrant dans le cadre du nouveau dispositif a été réalisé en 2006.
En 2022, la commune comptait 530 habitants, en évolution de +14,97 % par rapport à 2016 (Calvados : +1,58 %, France hors Mayotte : +2,11 %).
Saint-Martin-de-Bienfaite a compté jusqu'à 744 habitants en 1806. La Cressonnière a atteint son maximum démographique à ce même recensement (255 habitants).
| 1793 | 1800 | 1806 | 1821 | 1831 | 1836 | 1841 | 1846 | 1851 |
| ---- | ---- | ---- | ---- | ---- | ---- | ---- | ---- | ---- |
| 653  | 640  | 744  | 680  | 634  | 640  | 632  | 698  | 705  |

| 1856 | 1861 | 1866 | 1872 | 1876 | 1881 | 1886 | 1891 | 1896 |
| ---- | ---- | ---- | ---- | ---- | ---- | ---- | ---- | ---- |
| 720  | 690  | 703  | 664  | 603  | 529  | 531  | 509  | 450  |

| 1901 | 1906 | 1911 | 1921 | 1926 | 1931 | 1936 | 1946 | 1954 |
| ---- | ---- | ---- | ---- | ---- | ---- | ---- | ---- | ---- |
| 535  | 481  | 495  | 468  | 457  | 479  | 455  | 503  | 538  |

| 1962 | 1968 | 1975 | 1982 | 1990 | 1999 | 2006 | 2011 | 2016 |
| ---- | ---- | ---- | ---- | ---- | ---- | ---- | ---- | ---- |
| 473  | 445  | 518  | 594  | 477  | 443  | 479  | 519  | 461  |

| 2021 | 2022 | - | - | - | - | - | - | - |
| ---- | ---- | - | - | - | - | - | - | - |
| 499  | 530  | - | - | - | - | - | - | - |

## Lieux et monuments
- Église Saint-Martin de Saint-Martin-de-Bienfaite du XVe siècle, inscrite au titre des monuments historiques[34]. L'édifice abrite un ensemble autel-retable comprenant deux statues et un tableau (Descente de Croix) du XVIIe siècle classés au titre objet.
- Église Notre-Dame de La Cressonnière du XVIe siècle abritant un ensemble autel-retable comprenant trois statues et un tableau (l'Annonciation) du XVIIe siècle classés au titre objet.
- Motte, au sud de l'église[35], à l'extrémité d'une crête, dominant la vallée de l'Orbiquet. Le château est cité dès la première moitié du XIe siècle[36].
- Château de Saint Martin de Bienfaite du XVe siècle avec deux tours[37].
- Château de la Cressonnière du XVe siècle, remanié aux XVIe – XVIIe siècles[38].
- Manoir anglo-normand de Bois du Vigneron du début du XXe siècle, ancienne demeure de la famille Lanquetot.

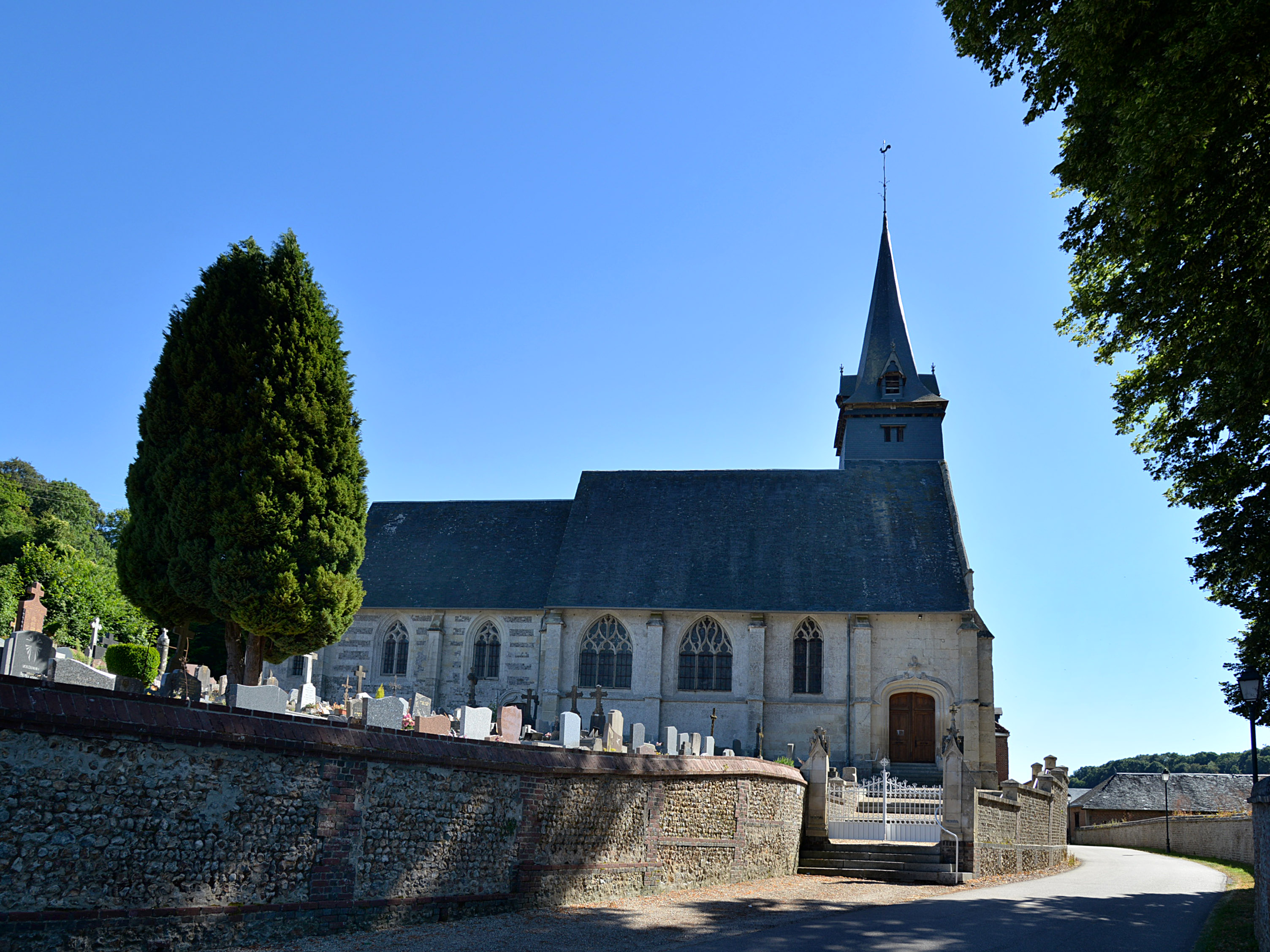
L'église Saint-Martin. Vue côté nord.
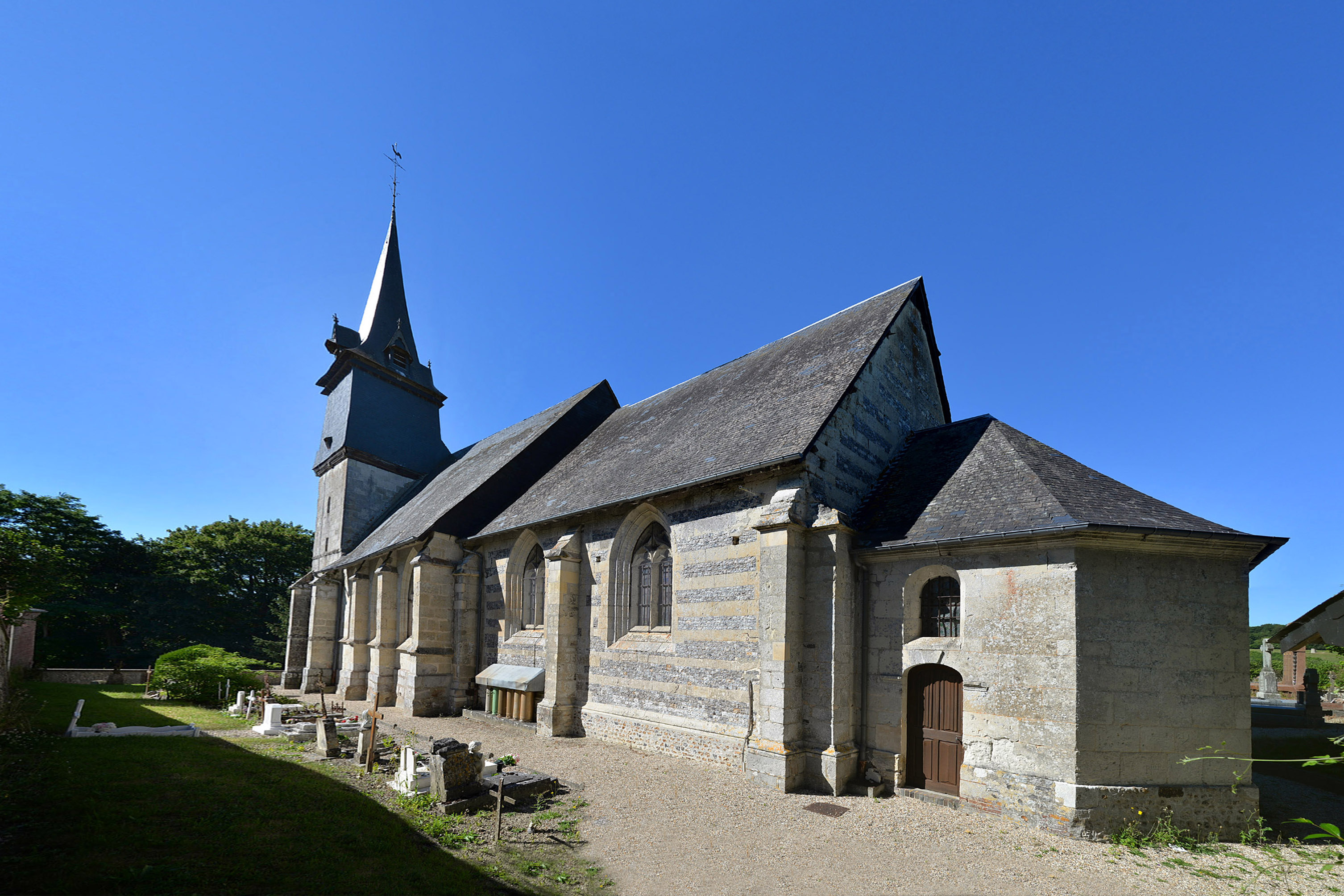
L'église Saint-Martin. Vue sud-est.
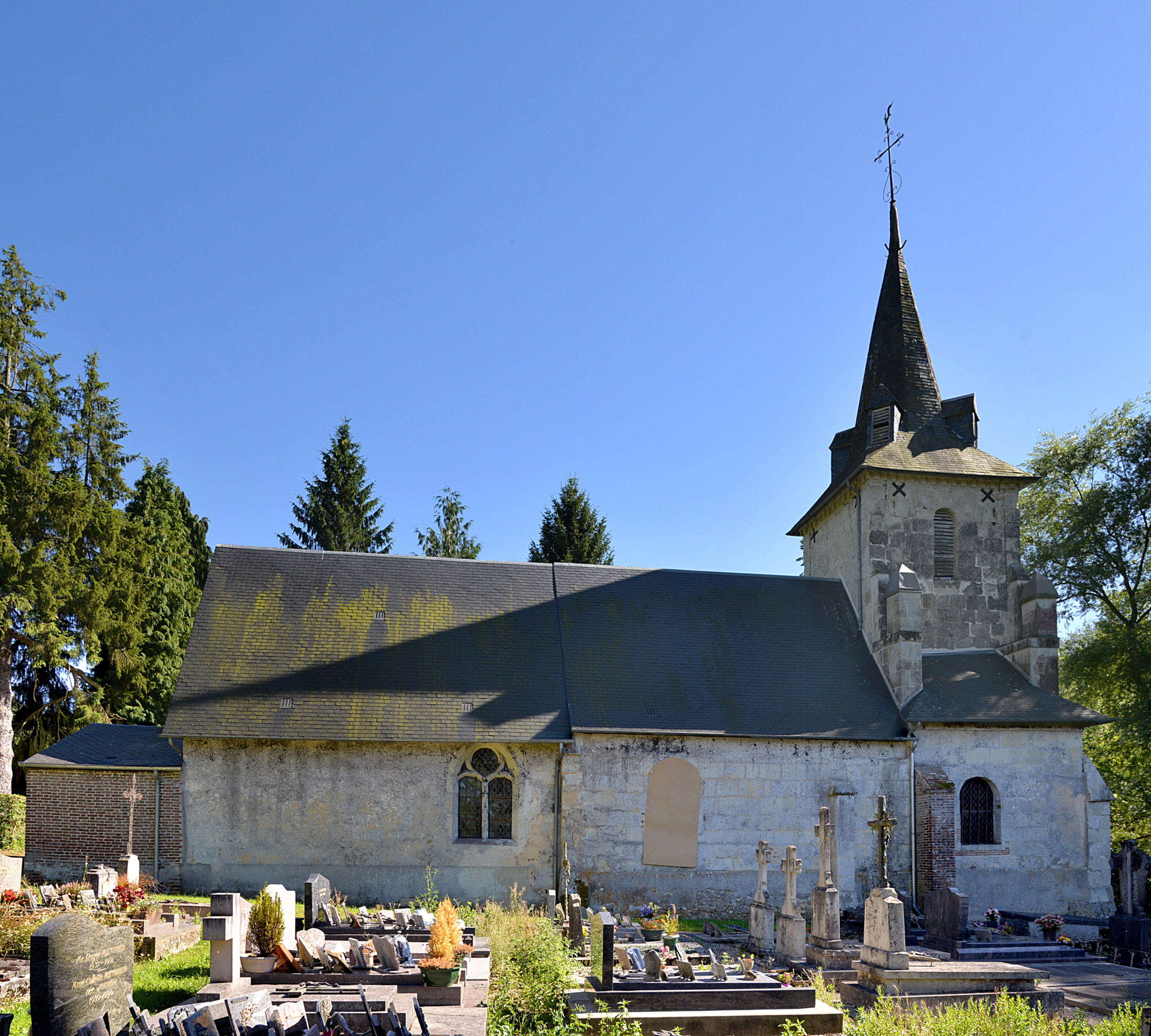
L'église de la Nativité-de-Notre-Dame. Vue côté nord.
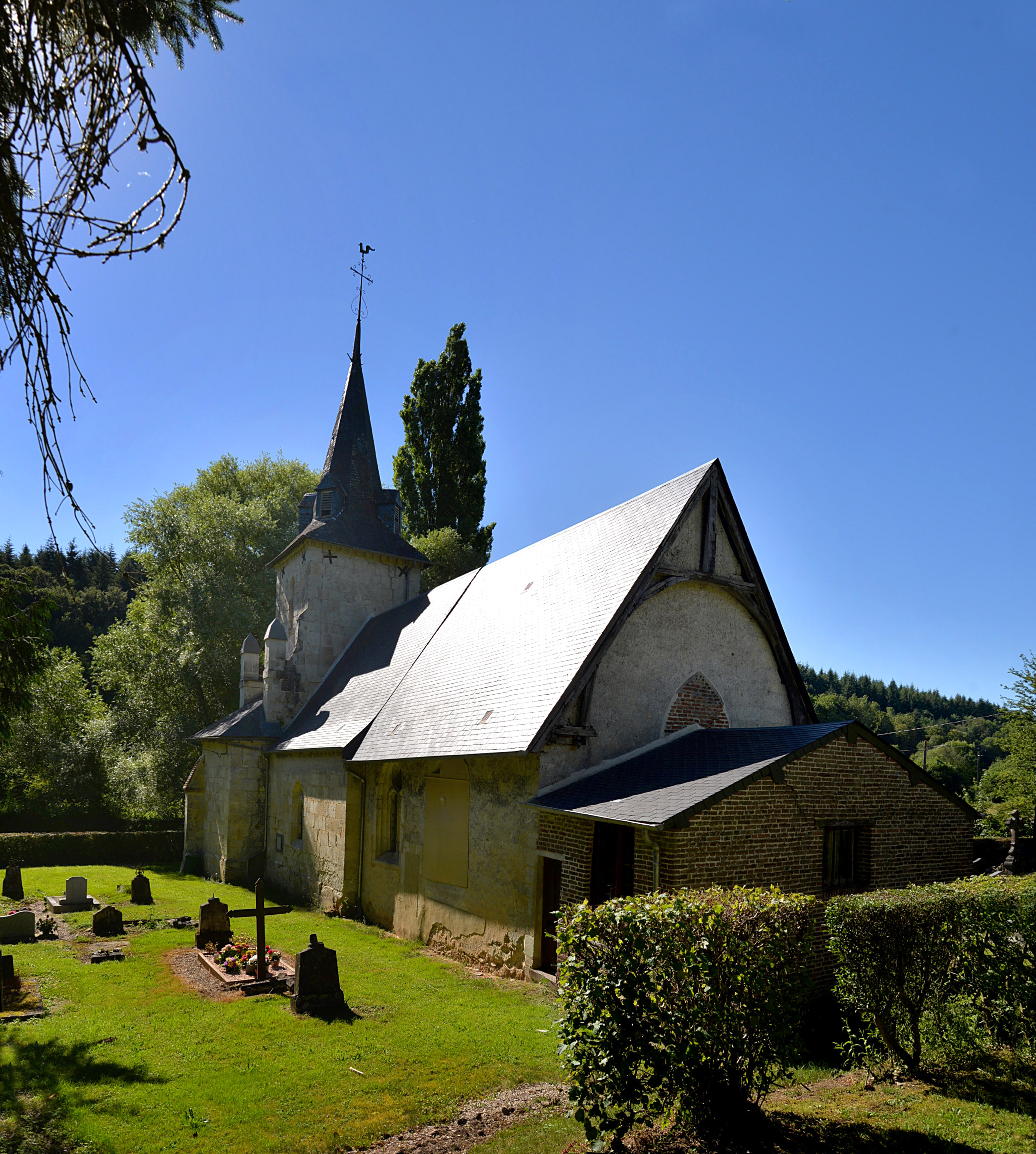
L'église de la Nativité-de-Notre-Dame. Vue sud-est.
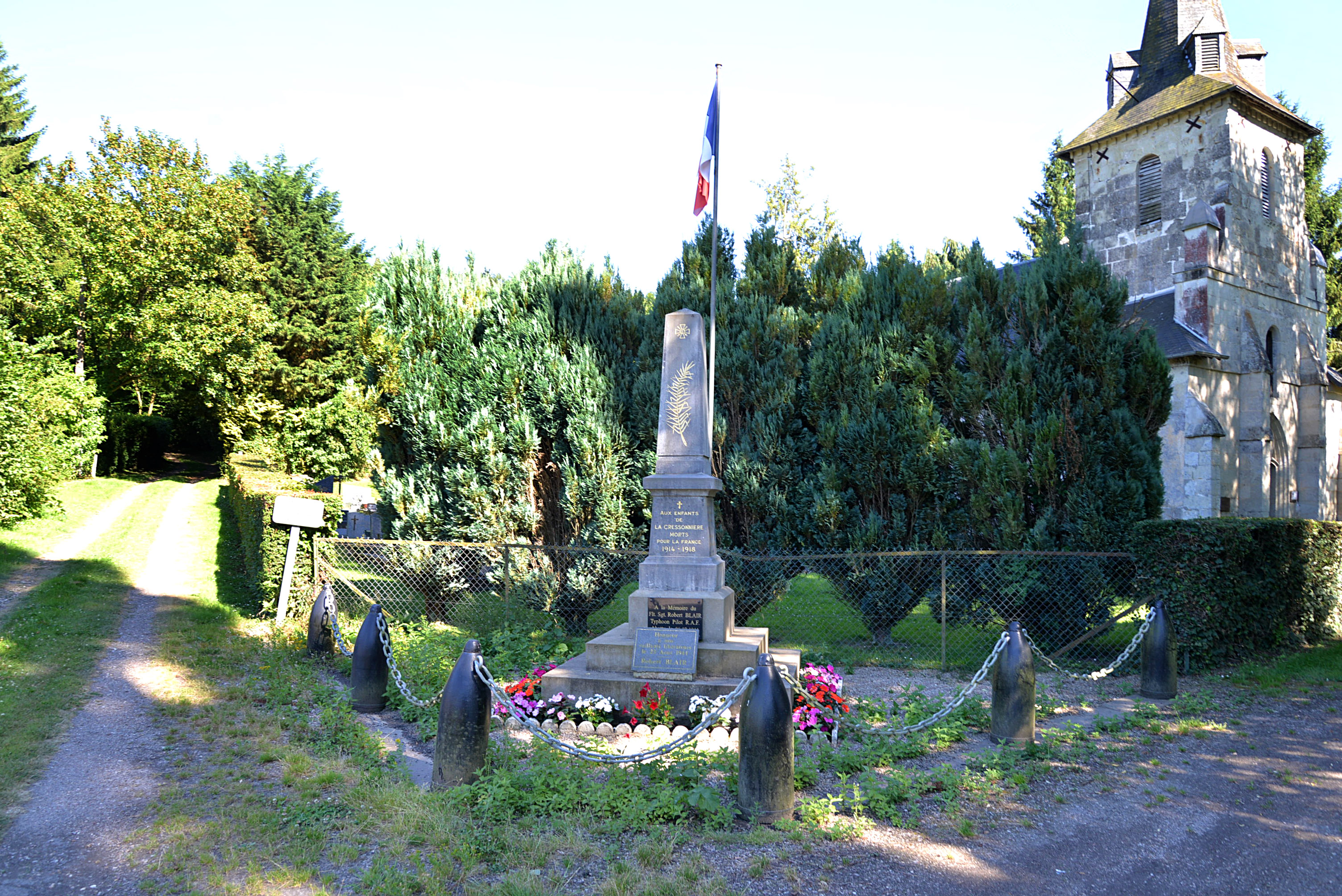
Le monument aux morts.
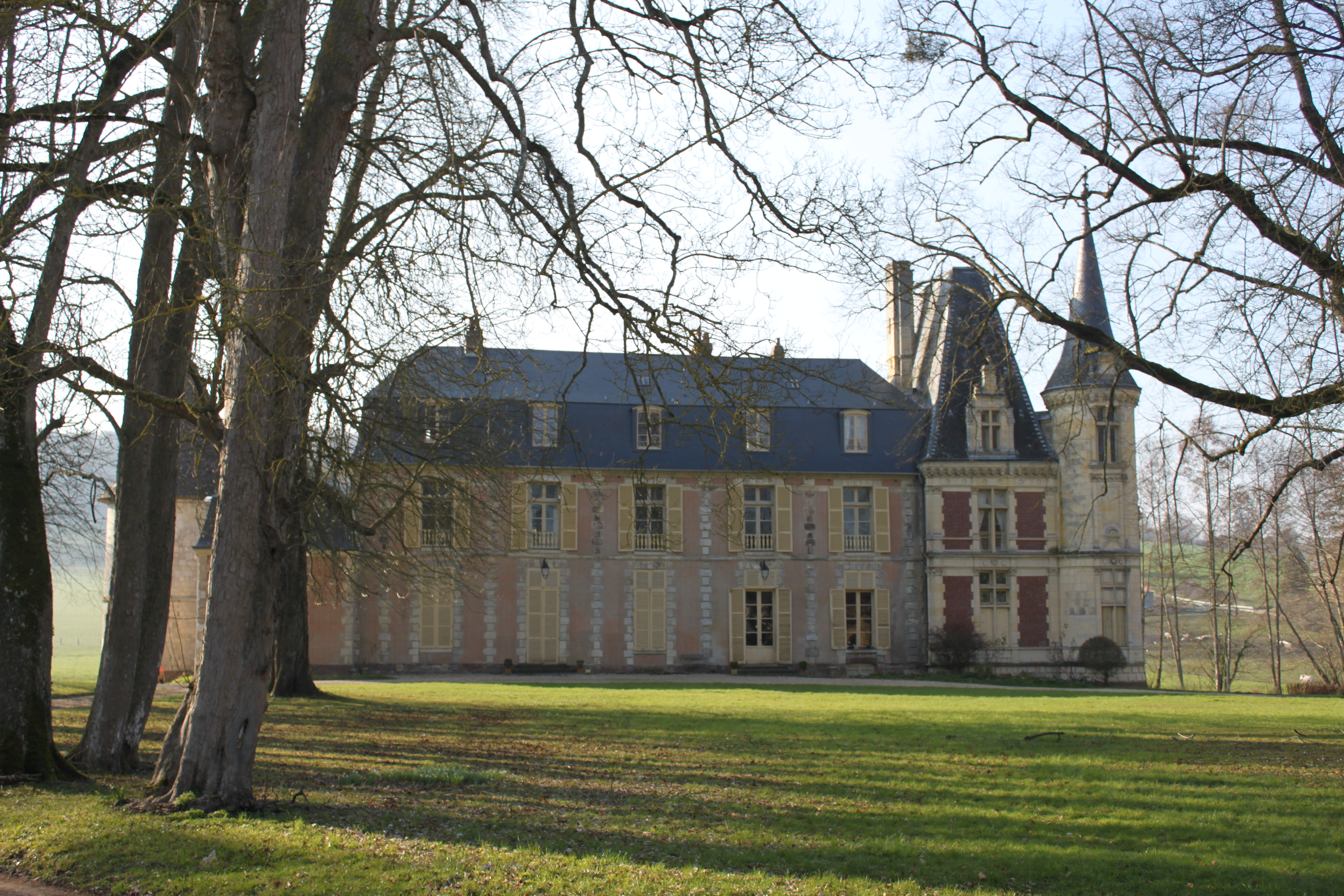
Château de Saint Martin de Bienfaite.
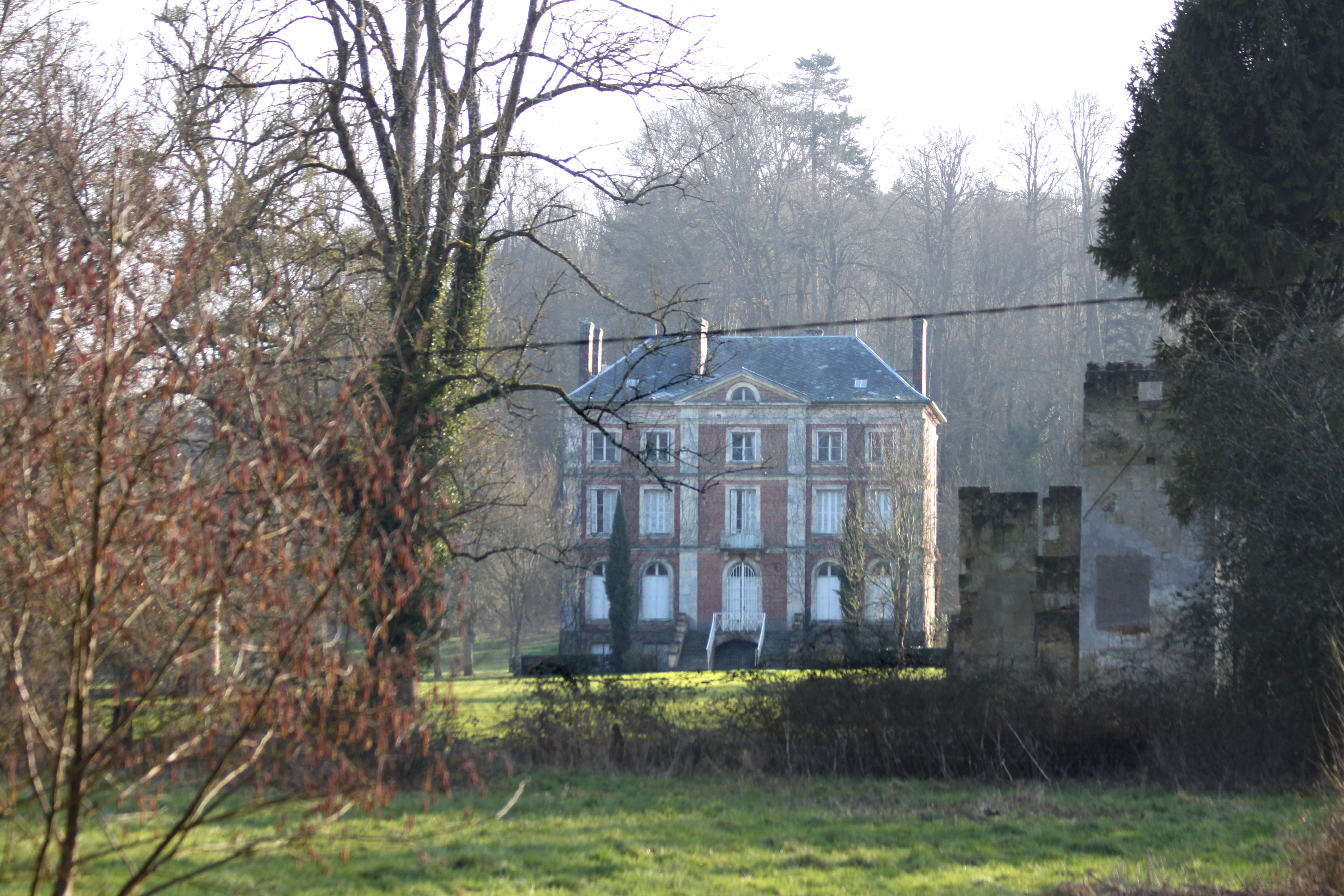
Château de la Cressonnière.
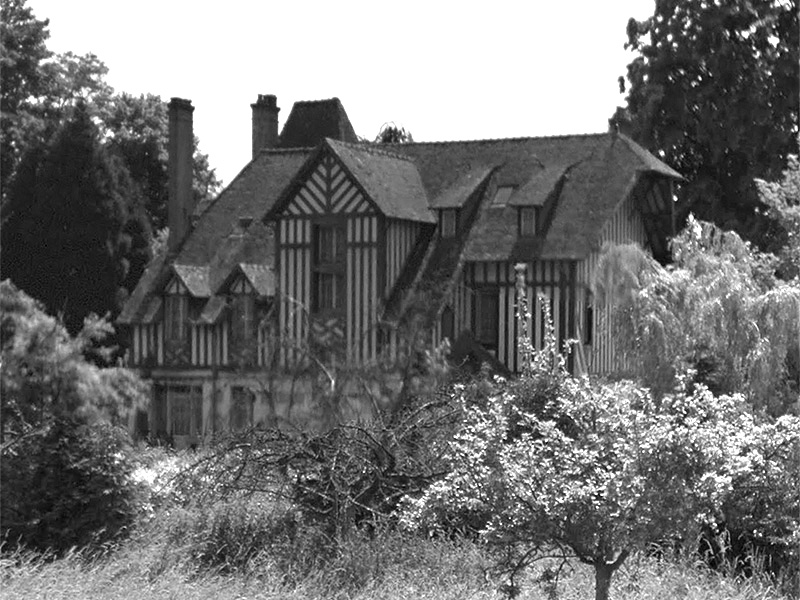
Manoir de Bois du Vigneron.

## Activité et manifestations

### Jumelages
- Bow (Royaume-Uni) depuis 1978.

## Personnalités liées à la commune
- Richard de Bienfaite (1035–1090), baron anglo-normand, probable compagnon de Guillaume le Conquérant.
- Famille Lanquetot[39] dont Émilie Lanquetot, née Mofras (1849-1934), fondatrice de la société Lanquetot.

## Héraldique
| Blason de Saint-Martin-de-Bienfaite-la-Cressonnière | Blason  | De sinople à l'aigle d'or[réf. nécessaire].      |
| Blason de Saint-Martin-de-Bienfaite-la-Cressonnière | Détails | Le statut officiel du blason reste à déterminer. |